# Karin Inde
Ingrid Karin Inde, född 17 mars 1974, är en svensk pop- och jazzsångerska.
Karin Inde är uppvuxen i Karlstad. Hon utbildade sig på Musikhögskolan i Göteborg. Hon skivdebuterade 1995 med När som helst.
Hon tillträdde posten som ordförande för Konstnärliga och litterära yrkesutövares samarbetsnämnd (KLYS) vid årsmötet i maj 2021.
Inde tog över posten som förbundsordförande i Musikerförbundet vid förbundsmötet den 31 maj 2023. Hon tog över efter Jan Granvik som lämnade posten efter 20 år som förbundsordförande.

## Diskografi
- 1995 – När som helst (RFM Records)
- 2001 – Short Walk (Imogena Records)
- 2008 – Immune (Ingrid Sounds)
- 2011 – Monsters (Ingrid Sounds)